# Erica zebrensis
Erica zebrensis är en ljungväxtart som beskrevs av Robert Harold Compton. Erica zebrensis ingår i släktet klockljungssläktet, och familjen ljungväxter. Inga underarter finns listade i Catalogue of Life.